# Salomo Jakob Morgenstern
Salomo Jakob Morgenstern (auch Salomon Jakob Morgenstern; * September 1708 in Pegau; † 16. November 1785 in Babelsberg) war ein deutscher Historiker, Geograph und Hofnarr.

## Leben
Morgenstern absolvierte das Altenburger Gymnasium. 1726 wurde er zum Studium an der Universität Jena immatrikuliert, 1727 wechselte er an die Universität Leipzig. Dort schloss er 1732 sein Studium mit der Graduierung zum Magister ab. Anschließend wurde er an der Leipziger Hochschule Dozent der Geschichte und Geographie. Als solcher wechselte er 1734 an die Universität Halle. Allerdings soll er aufgrund seiner äußeren Erscheinung wenig Erfolg als Universitätslehrer gehabt haben. Entsprechend kam für ihn keine akademische Laufbahn in Betracht. Sein 1736 verfasstes Ius publicum imperii Russorum fand solch gute Aufnahme, dass der russische Gesandte in Berlin Kasimir Christian Freiherr von Brackel ihm eine Belohnung von 100 Rubel zukommen ließ sowie ihm eine Stelle als Gymnasialprofessor in Moskau in Aussicht stellte, an der Morgenstern Interesse zeigte.
Morgensterns Moskaureise endete allerdings bereits in Berlin. Der preußische König Friedrich Wilhelm I. hatte ihn als Nachfolger der Gelehrten Jakob Paul Freiherr von Gundling und David Faßmann als Vorleser und Zeitungsreferenten in seinem Tabakskollegium vorgesehen. Mit dieser Stelle verbunden war die Ernennung zum königlich preußischen Hofrat. Wie seine Vorgänger sollte er in dieser Position zum gelehrten Hofnarren avancieren. 1736 hatte er in dieser Position an der Brandenburgischen Universität Frankfurt die Dissertation Vernünfftige Gedancken von der Narrheit und Narren unter den Augen des Königs zu verteidigen.
Morgenstern wurde unter dem neuen Regenten Preußens Friedrich dem Großen Agent in Breslau, wobei er für den König die Stimmung gegenüber Preußen analysieren sollte. Aus dieser Tätigkeit erhielt er bis zu seinem Lebensende eine Pension des Breslauer Rates, gegen dessen ausdrücklichen Widerstand, die der König verfügt hatte. Außerdem wurde er in Fragen der Grenzziehung Schlesien betreffend herangezogen, insbesondere unter Karl Gottlieb von Nüßler. Allerdings erfreute sich Morgenstern aufgrund durch ihn initiierter Intrigen keiner Beliebtheit. 1756 zog er sich im Potsdamer Raum aus dem öffentlichen Leben zurück. 
Morgenstern soll insbesondere in den letzten Lebensjahren zur Überheblichkeit geneigt haben und die selbst gezeichnete diplomatische Bedeutung entspricht offensichtlich nicht der Realität. Zuletzt soll er im Zustand der Verwahrlosung gelebt haben.

## Werke (Auswahl)
- Der Neuesten Staats-Geographie, Kitler, Halle und Leipzig 1735.
- Ius publicum imperii Russorum, Halle an der Saale 1737.
- Vernünfftige Gedancken von der Narrheit und Narren, Martini, Frankfurt an der Oder 1737.
- Ueber Friedrich Wilhelm I., 1793.